# 웰컴저축은행
웰컴저축은행은 대한민국의 상호저축은행이며, 2014년 5월 대부업체인 웰컴론이 예신저축은행과 해솔저축은행을 인수하여 출범시켰다. 2014년 11월 서일저축은행을 합병하였다.

## 영업점
- 본점영업부: 서울특별시 용산구 한강대로 148 웰컴금융타워 2층
- 을지로입구역지점: 서울특별시 중구 을지로 50 을지한국빌딩 2층
- 강남역지점: 서울특별시 강남구 강남대로 388 강남센타빌딩 3층
- 여의도역지점: 서울특별시 영등포구 의사당대로 97 교보증권빌딩 3층
- 부평지점: 인천광역시 부평구 시장로 7 부평MH타워 3층
- 분당서현역지점: 경기도 성남시 분당구 분당로 55 분당퍼스트타워 1층
- 서면지점: 부산광역시 부산진구 중앙대로 721 NH투자증권빌딩 3층
- 둔산지점: 대전광역시 서구 대덕대로 200 선우빌딩 3층

## 같이 보기
- 상호저축은행
- 신라저축은행
- 예신저축은행